# Днепровое
Днепровое (укр. Дніпрове) — село в Новоалександровском сельсовете Днепровского района
Днепропетровской области Украины. Население по переписи 2001 года составляло 204 человека.

## Географическое положение
Село Днепровое находится на правом берегу реки Днепр, в месте впадения в неё реки Мокрая Сура, выше по течению на расстоянии в 2 км расположено село Старые Кодаки, ниже по течению на противоположном берегу реки Мокрая Сура расположено село Волосское.
На расстоянии в 2 км расположен Днепровский аэродром.
Выше по течению реки Мокрая Сура расположена Центральная станция аэрации и её иловые поля-отстойники.

## История
В 1789 году для переселенцев из Баварии была основана немецкая колония Ямбург.
В 1946 г. село Ямбург переименовано в Днепровское.